# جو بناویدس
جو بناویدس (اسپانیایی: Jhow Benavídez‎؛ زادهٔ ۲۶ دسامبر ۱۹۹۵) بازیکن فوتبال اهل هندوراس است.
از باشگاه‌هایی که در آن بازی کرده است می‌توان به باشگاه فوتبال رئال اسپانیا اشاره کرد.
وی همچنین در تیم‌های ملی فوتبال زیر ۲۰ سال هندوراس و هندوراس بازی کرده است.